# Municipio de Pella
El municipio de Pella (en inglés: Pella Township) es un municipio ubicado en el condado de Ford en el estado estadounidense de Illinois. En el año 2010 tenía una población de 176 habitantes y una densidad poblacional de 1,88 personas por km².

## Geografía
Según la Oficina del Censo de los Estados Unidos, el municipio tiene una superficie total de 93.63 km², de la cual 93,63 km² corresponden a tierra firme y (0 %) 0 km² es agua.

## Demografía
Según el censo de 2010, había 176 personas residiendo en el municipio de Pella. La densidad de población era de 1,88 hab./km². De los 176 habitantes, el municipio de Pella estaba compuesto por el 98,86 % blancos, el 0,57 % eran amerindios, el 0,57 % eran de otras razas. Del total de la población el 1,7 % eran hispanos o latinos de cualquier raza.